# Épîtres aux Corinthiens
Dans le Nouveau Testament actuel, les Épîtres aux Corinthiens sont au nombre de deux.
Ces lettres sont envoyées par l'apôtre Paul à l'Église de Corinthe.
- Première épître aux Corinthiens
- Deuxième épître aux Corinthiens

Il existe une autre Épître aux Corinthiens, la Première épître de Clément, écrite dans les années 90 par Clément de Rome.